# Antonio Nicola Pillori
Antonio Nicola Pillori (Firenze, 1687 – Firenze, 1763) è stato un pittore italiano.

## Biografia

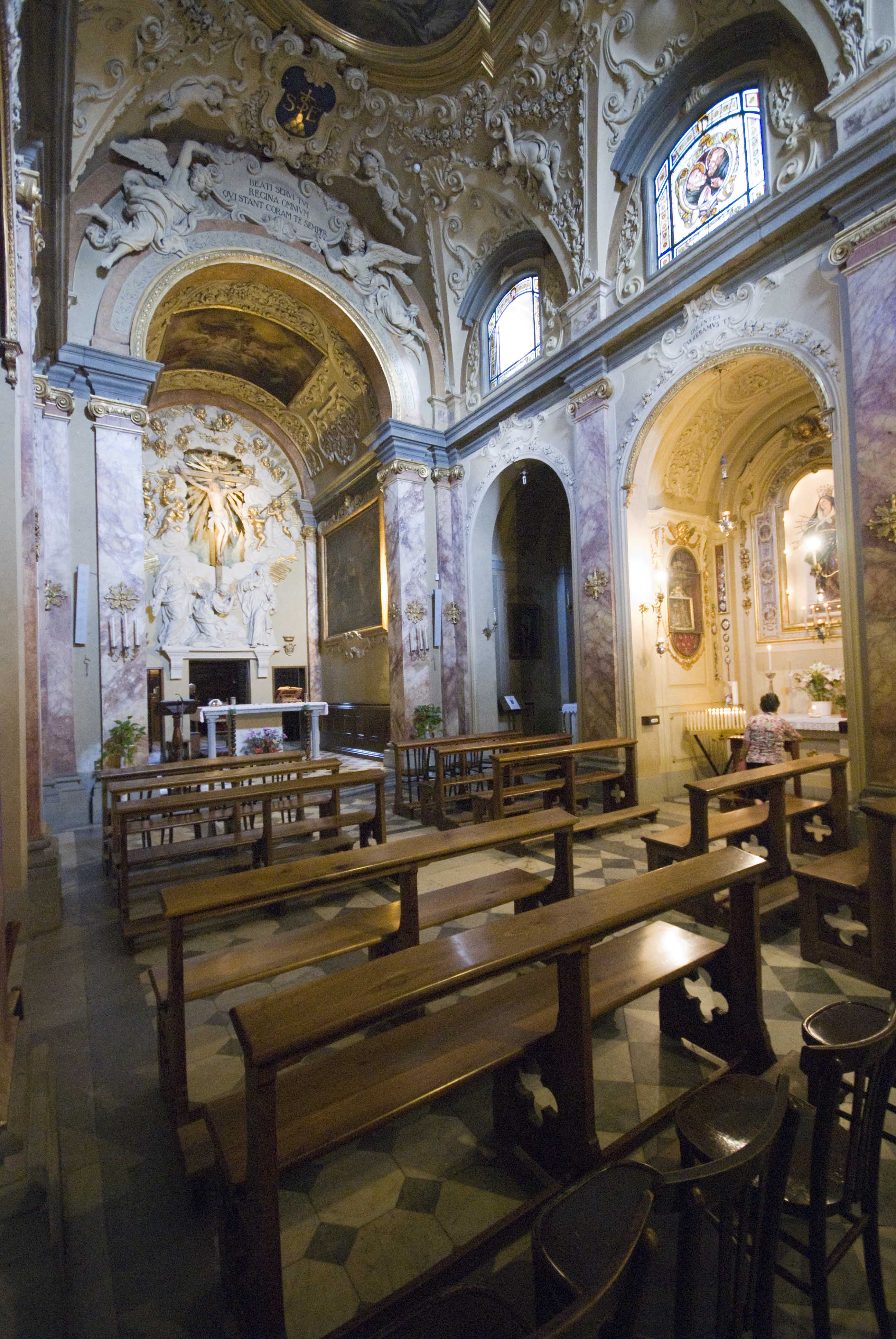
Interno del Santuario di Montesenario

In base alle fonti storiche Pillori approfondì le sue conoscenze artistiche sotto la guida di Simone Pignoni, anche se le opere da lui firmate sono molto vicine a quelle di Giovanni Camillo Sagrestani,e altre fonti lo accostano al maestro Lorenzo Rossi.
La scuola del Sagrestani si dimostrò una delle più influenti tra quelle fiorentine contemporanee e lanciò artisti di notevole importanza, tra i quali si possono menzionare Matteo Bonechi e Ranieri del Pace.
Pillori si caratterizzò per le sue pennellate ricche di elementi folti e intricati, non esenti da improvvise sfacettature, oltre che per lo sfondo montagnoso ispirato a quelli del pittore genovese Alessandro Magnasco.
Tra i lavori di Pillori si segnalano i medaglioni raffiguranti le Storie di San Francesco di Paola (circa 1715), presenti nella chiesa di San Francesco di Paola a Firenze, oltre che  le opere per il Santuario di Montesenario di un paio di decenni successivi.
Nel 1733 Pillori ultimò le opere includenti il Viaggio di Eliseo, presenti nel chiostro del Carmine.
Altri lavori importanti furono le opere realizzate per la chiesa del Santissimo Crocefisso di Fonte Lucente vicino a Firenze.

## Opere
- Storie di San Francesco di Paola, chiesa di San Francesco di Paola a Firenze (circa 1715);
- Affreschi per il Santuario di Montesenario (circa 1735);
- Viaggio di Eliseo, chiostro del Carmine a Firenze (1733);
- Affreschi per la chiesa del Santissimo Crocifisso di Fontelucente vicino a Fiesole.